# 우라노우치촌
우라노우치촌(일본어: 浦ノ内村)은 일본 고치현 다카오카군에 있던 촌이다. 

## 역사
- 1889년 4월 1일 - 정촌제 시행에 의해 3촌의 구역으로 성립하였다.
- 1954년 10월 1일 - 스사키정, 오노고촌, 아소촌, 가미분촌과 합병해 스사키시가 성립, 동일 우라노우치촌은 폐지되었다.

## 참고 문헌
- 角川日本地名大辞典編纂委員会,『角川日本地名大辞典 39 高知県』1983, 角川書店